# Oyggjatíðindi
Oyggjatíðindi, på dansk Øtidende, er en færøsk ugeavis, som i 1977 blev grundlagt af politikeren Lasse Klein, som var dens redaktør 1978–1982. Avisen udkom  første gang den 25. november 1977. Oyggjatíðindi begyndte som en afdeling af avisen Norðlýsið og blev siden en selvstændig lokalavis for Eysturoy, og fra 1982 landsdækkende. 
Oyggjatíðindi har redaktion i Hoyvík, den er partipolitisk uafhængig og udkommer hver fredag. Avisen er overvejende skrevet af journalisten Dan Klein, som også er redaktør siden 1982. Avisen er kendt for sine ofte kritiske meninger om færøsk politik. Oplaget var 2009 på 3.500 aviser.

## Redaktører
- Arni S.F. Joensen 1977–1978
- Sigmund Poulsen 1978
- Lasse Klein 1978–1982
- Dan Klein 1982–d.d.

## Ekstern Henvisning
- Oyggjatíðindis hjemmeside